# Somatopsychologie
Somatopsychologie ist ein wissenschaftliches Konzept im Überschneidungsbereich von klinischer Psychologie und Medizin. Gegenstand der Somatopsychologie ist die Erforschung des Einflusses körperlicher Erkrankungen auf die Psyche komplementär zur Psychosomatik. Während sich die Psychosomatik mit der Fragestellung befasst, wie Denken und Gefühle körperliche Funktionen nachhaltig stören, können umgekehrt auch organische Erkrankungen massive Auswirkungen auf emotionale und kognitive Prozesse ausüben. Der Begriff somatopsychisch wurde durch den deutschen Psychiater Maximilian Jacobi (1775–1858) eingeführt.
Eine alternative Definition von Somatopsychologie definiert sie als Konzept der Grundlagen- und Interventionsforschung zu psychologischen und sozialen Faktoren, die bei Entstehung, Verlauf, Behandlung, Prävention und Rehabilitation primär somatischer Erkrankungen eine Rolle spielen, wobei hier der Unterschied zur Psychosomatik unscharf definiert ist.

## Psychische Störungen durch körperliche Erkrankungen
Eine Vielzahl körperlicher Erkrankungen, Toxine und Organschädigungen können zu Symptomen an Gehirn oder Nervensystem führen. Man spricht dann in der Regel von neuropsychiatrischen Syndromen. Einige der Symptome, vor allem im psychiatrischen Spektrum, sind dabei hinsichtlich des klinischen Bildes nicht von endogen bedingten psychischen Störungen zu unterscheiden. Bei makroskopischen Schädigungen von Gehirn und Nervensystem, etwa durch Entzündungen oder Raumforderungen, gelingt oftmals eine radiologische Darstellung der zugrundeliegenden Schädigung. Bei Ursachen im mikroskopischen Bereich, wie etwa bei der Parkinson-Erkrankung, ist eine bildgebende Darstellung der Schädigung oft nicht möglich.
Die Ursachen von Hirnschädigungen lassen sich einteilen in:
- dysplastische Schäden durch Fehlbildung oder Anlagestörungen, d. h. Störungen im zellulären Aufbau des Gehirns
  - meist liegen Störungen in Primärprozessen der (epigenetischen) Entwicklung vor, d. h. der Zellproliferation (Zellteilung, Zellvermehrung), der Migration (Zellwanderung), der Zell-Aggregation (Aneinanderlagerung) oder der Apoptose (selektiver Zelltod, Zellabbau)
  - seltener kommen Störungen der Zellentwicklung (Histogenese) oder der Reifung der Markscheide (Myelinisierung) vor
- vaskuläre Schäden durch Gefäßerkrankungen und Unter- oder Überversorgung mit Blut, d. h. Störungen der arteriellen Blutversorgung von Hirngewebe
  - bei ischämischen Infarkten verschließen sich Arterien aufgrund erhöhter Blutfettwerte oder Pfropfenbildung (Thrombose)
  - bei hämorrhagischen Infarkten liegt eine arterielle Blutung vor
- traumatische Schäden durch Verwundung (Schädel-Hirn-Trauma)
- neoplastische Schäden durch ungeregelte Zellvermehrung in Form von Geschwulsten bzw. Tumoren
- Schäden durch Sauerstoffmangel (Hypoxie) aufgrund von Herz- oder Atemstillstand
- entzündliche Schäden durch Viren, Parasiten (Zystizerkose, FSME, Borreliose) oder Autoimmunerkrankung wie Multipler Sklerose
  - bei einer Enzephalitis ist das Gehirn und
  - bei einer Meningitis die Hirnhaut betroffen
- dementielle und degenerative Schäden, etwa durch die Alzheimer-Krankheit, vaskuläre Demenz oder die Bildung von Lewy Körpern
- toxische Schäden durch Vergiftung, etwa durch Alkoholkonsum oder die Akkumulation von Schwermetallen
- hypoglykämische Schäden durch Unterzuckerung, etwa durch Überdosierung von Insulin.

Organische Veränderungen an Gehirn und Zentralnervensystem können das gesamte Spektrum psychischer Störungen imitieren. Von endogenen psychischen Störungen sind organisch bedingte psychiatrische Symptome daher nur sehr schwer zu unterscheiden. Atypische Verläufe, außergewöhnlich komplexe Symptome, begleitende organische Erkrankungen, gleichzeitig bestehende neurologische Symptome sowie familiäre Häufungen erfordern, differentialdiagnostisch an ein neuropsychiatrisches Syndrom zu denken.
Die Zahl der bisher bekannten körperlichen Erkrankungen mit psychischen Symptomen umfasst bisher mehrere Dutzend bekannte Syndrome. Es werden jedoch nach wie vor neue Krankheitsbilder entdeckt, die Erforschung vor allem seltener Syndrome ist bislang nicht abgeschlossen. Ein prototypisches Beispiel hierfür ist die erst nach 2005 erstmals beschriebene Anti-NMDA-Rezeptor-Enzephalitis. Zu den bekannteren neuropsychiatrischen Syndromen bzw. Krankheiten mit komplexen neuropsychiatrischen Symptomen gehören unter anderem:
| Metabolisch            | Zytogen                   | Immunologisch und/oder degenerativ | Strukturell                      | Sonstige                   |
| ---------------------- | ------------------------- | ---------------------------------- | -------------------------------- | -------------------------- |
| Morbus Wilson          | Prader-Willi-Syndrom      | Alzheimer-Krankheit                | Zustand nach Schlaganfall        | Parkinson-Krankheit        |
| Lesch-Nyhan-Syndrom    | Fragiles-X-Syndrom        | Anti-NMDA-Rezeptor-Enzephalitis    | Zustand nach Hirntumor           | Tourette-Syndrom           |
| Adrenoleukodystrophie  | Down-Syndrom              | Chorea minor                       | Zustand nach Hirnblutung         | Autismus                   |
| Niemann-Pick-Krankheit | Angelman-Syndrom          | Chorea Huntington                  | Zustand nach Schädel-Hirn-Trauma | Asperger-Syndrom           |
| Hartnup-Krankheit      | Sotos-Syndrom             | Systemischer Lupus erythematodes   |                                  | Hepatische Enzephalopathie |
| Homocysteinurie        | Turner-Syndrom            | PANS-Syndrom                       |                                  | Entzugssyndrome            |
| Hyperkynureninurie     | Cornelia-de-Lange-Syndrom | Creutzfeldt-Jakob-Krankheit        |                                  | Durchgangssyndrom          |
| Refsum-Syndrom         | Rett-Syndrom              | Demenzen                           |                                  |                            |
| Galaktosämie           | Urbach-Wiethe-Syndrom     | PANDAS                             |                                  |                            |
| Porphyrie              |                           | Enzephalitiden                     |                                  |                            |
| Gangliosidose          |                           |                                    |                                  |                            |

## Mechanismen
Zahlreiche biologische Mechanismen können einer organisch bedingten psychischen Symptomatik zugrunde liegen. Dazu zählen:
- Dysplasien bzw. durch eine Fehlbildung oder Anlagestörung
- Gefäßerkrankungen, z. B. Störungen in der Hirndurchblutung (z. B. Schlaganfall)
- Verletzungen bzw. Verwundungen von Nervenstrukturen oder des Gehirns
- Neoplasien
- Sauerstoffmangel (Hypoxie)
- Entzündungen durch Viren, Bakterien oder Parasiten
- Autoimmune und genuin immunologische Störungen
- Hepatische Enzephalopathien
- Dementielle Prozesse wie z. B. Alzheimer
- Intoxikationen
- Stoffwechselstörungen
- Hypoglykämie

### Infekte und Immunsystem
Schon ein grippaler Infekt, bewirkt eine Fülle von psychischen Veränderungen. Wenn Krankheitserreger den Körper befallen, verständigen die frei beweglichen Zellen im Immunsystem sich via Ausschüttung spezieller Botenstoffe. Sobald das Zentralnervensystem Kenntnis davon bekommt, dass das körpereigene Abwehrsystem dabei ist, sich hochzufahren, produziert es über Ausschüttung von Neuropeptiden und Neurotransmittern das typische Krankheitsgefühl. Ferner weisen Studien auf veränderte Funktionen des Immunsystems bei einer Subgruppe von Depressionspatienten hin.
Beteiligungen des Immunsystems sind ebenfalls für bestimmte Untergruppen von Patienten beschrieben, die an Erkrankungen wie Schizophrenie, Zwangsstörung, Ticstörungen und Bipolarer Störung leiden.
Bei der Kinderlähmung (Poliomyelitis) kann es zu Spätkomplikationen (Post-Polio-Syndrom), wie Müdigkeit, abnorme Erschöpfung oder Schmerzen, kommen. Infolge von Streptokokkeninfektionen sind die Chorea minor sowie das PANDAS Syndrom beschrieben.

### Strukturell oder genetisch bedingte psychische Störungen
Die Neurologie ist reich an Beschreibungen von Patienten, die durch Erkrankungen des Gehirns auch schwerwiegende Persönlichkeitsveränderungen zeigen. Bekannt ist z. B. das Tourette-Syndrom, bei dem die Betroffenen anfallsweise nicht-unterdrückbare Bewegungs-Tics zeigen, z. B. Grimassieren, Blinzeln, Nasenrümpfen oder Kopfwerfen, aber zusätzlich auch Schimpfworte aussprechen und obszöne Gesten machen, ohne dies böse zu meinen.
Chorea Huntington ist eine weitere genetisch bedingte Störung, die nach Ausbruch der Krankheit erhebliche psychische Veränderungen nach sich zieht. Es handelt sich um eine dominant vererbte neuro-degenerative Hirnerkrankung. Erste Symptome treten oft erst um das 40. Lebensjahr herum auf. Lange bevor die typischen Bewegungsstörungen entstehen, die der Krankheit den Namen gegeben haben („choreia“ = Tanz), kommt es zu Persönlichkeitsveränderungen mit Reizbarkeit, Aggressivität und impulsivem Verhalten, z. T. aber auch zu Ängsten und Depressionen. Die Diagnose wird oft erst eindeutig, wenn dann einige Jahre später eine typische Bewegungsunruhe einsetzt und es zunehmend mehr zu heftigen, unkontrollierbaren Bewegungen („Veitstanz“) mit Grimassieren, Schleudern von Armen und Beinen sowie Sprachschwierigkeiten kommt. In der letzten Phase verharren die Gliedmaßen durch erhöhte Muskelspannung stundenlang in schmerzhaften Fehlstellungen, hier tauchen dann weitere psychische Veränderungen mit Intelligenzdefiziten, Gedächtnisstörungen, Desorientierung und z. T. sogar Wahn auf. Die letzte Phase ihres Lebens verbringen die Betroffenen schließlich in einem Zustand von Verwirrtheit und Demenz.
Erkrankungen, bei denen der genetische Schaden auch den Charakter beeinflusst sind z. B. der Morbus Krabbe, das Katzenschrei-Syndrom oder das Elfin-Face-Syndrom (Williams-Beuren-Syndrom). Kinder mit diesem Syndrom haben generell eine höhere Ängstlichkeit als gleichaltrige Kinder.
Der Normaldruckhydrozephalus ist eine völlig andere, aber selten korrekt diagnostizierte Störung. Das Gehirn schwimmt in Liquor cerebrospinalis, einer Flüssigkeit, die fortlaufend im Gehirn gebildet wird und auch wieder abgebaut werden muss. Das funktioniert mitunter nicht korrekt. Bei Erwachsenen kann es durch den Liquorstau zu einem Überdruck kommen, der manchmal nur nachts bemerkbar, tagsüber aber völlig normal ist. Die Betroffenen leiden unter typischen Kopfschmerzen nachts und morgens, haben Startschwierigkeiten am frühen Morgen, zeigen erhöhte Reizbarkeit und zunehmende Wesensveränderungen. Unbehandelt kann der Normaldruckhydrozephalus über die Jahrzehnte hinweg letztlich dann sogar in eine Demenz einmünden.
Abhängig davon, wodurch die Schädigung des Gehirns entstanden ist, wie groß die Läsion ist und wo exakt sie liegt, zeigen die Betroffenen völlig unterschiedliche Handlungen. Die meisten sind extrem leicht ablenkbar; sehr viele zeigen eine erhebliche emotionale Labilität mit oft unpassenden Gefühlsäußerungen. Das Spektrum kann hier von grundloser Euphorie mit oberflächlicher Fröhlichkeit über Reizbarkeit und Wutausbrüche ohne konkreten Anlass bis hin zu Depressivität, ständiger Motivationslosigkeit und sozialem Rückzug mit völliger Apathie reichen. Manche der Betroffenen neigen durch den Hirnschaden zur exzessiven Bedürfnisbefriedigung; sie essen und trinken z. B. ohne Rand und Band oder geben Geld, das sie in die Finger bekommen, für meist sinnlose Käufe sofort aus. Manche sind in ihrer Sexualität völlig ungehemmt, bieten jedem den Geschlechtsverkehr an oder es kommt vor, dass sie in der Öffentlichkeit Selbstbefriedigung betreiben.
Das Urbach-Wiethe-Syndrom ist eine selten vorkommende Erkrankung mit selektiven Verkalkungen der Amygdala, eines Teils des limbischen Systems. Die Betroffenen können die emotionale Bedeutung von Gesichtsausdrücken nicht erschließen. Auch können sie der Emotion Angst keine Bedeutung mehr zuordnen, d. h. weder beschreiben, wie ein ängstliches Gesicht aussieht, noch verspüren sie selbst Angst. Die Beeinträchtigung hat verständlicherweise starke Auswirkungen auf das soziale Leben.
Patienten, die in stark emotional getönten Situationen wie z. B. Lachen, Weinen, Überraschung oder Freude urplötzlich wie gelähmt dasitzen und nicht mehr sprechen können, werden fast immer als psychisch gestört eingestuft. Sie leiden aber unter Kataplexie, einer Störung, die durch eine Schädigung des Gehirns verursacht wird.
Beim Alien-Hand-Syndrom hat ein Mensch nach einer Läsion des Corpus callosum im Gehirn das Gefühl, die eigene Hand sei kein Teil des Körpers, da sie Bewegungen ausführt, die er gar nicht geplant hat.
Beim Capgras-Syndrom dagegen hält der Betroffene nahestehende Personen plötzlich für Doppelgänger. Die Betroffenen sind z. B. davon überzeugt, die eigene Gattin sei gar nicht wirklich die Ehefrau, sondern irgendjemand habe sie durch einen identisch aussehenden Doppelgänger ersetzt. Ursache ist meist ein Hirnschaden in demjenigen Hirnbereich, der für das Gefühl des Bekanntseins verantwortlich ist. Allerdings kommt das Capgras-Syndrom nicht nur bei neurologischen, sondern auch bei psychiatrischen Erkrankungen wie der Schizophrenie vor.
Eine andere neurologisch-bedingte Erkrankung ist z. B. das Cotard-Syndrom: Infolge einer Hirnschädigung sind die Betroffenen davon überzeugt, nicht mehr am Leben zu sein und innerlich zu verwesen.
Etliche der Betroffenen mit Frontalhirnsyndrom haben Probleme beim Einhalten sozialer Konventionen, sie zeigen z. T. distanzloses und oft sogar peinliches Verhalten und rutschen mitunter in das Milieu kleinkrimineller Delikte ab, da sie kein Gefühl für das Unrechtmäßige ihres Tuns mehr haben.
Typisch für viele Patienten mit degenerativen Veränderungen des Frontalhirns ist ein offenkundig zähflüssiges Denken, sie kleben regelrecht an einem Thema und können nicht aufhören, sich damit zu beschäftigen. Selten entstehen durch die Schädigung des Gehirns auch schizophrenie-ähnliche Symptome mit regelrechten Wahnvorstellungen und Halluzinationen, man spricht dann von einer organisch-bedingten Psychose.
Was uns als individuelle Persönlichkeit ausmacht, liegt im orbitofrontalen Kortex (präfrontaler Cortex). Hier sind individuelle Charaktereigenschaften und Sozialverhalten verankert und ein Unfall mit Schädel-Hirn-Trauma, eine Hirnblutung oder ein Hirntumor in diesem Areal kann einen völlig anderen Menschen aus jedem machen. Der klassische Fall ist Phineas Gage (1823–1860), ein Eisenbahnarbeiter, dem bei einem Unfall der Frontallappen des Gehirns zerstört wurde. Intelligenz, Gedächtnis, Sprache und Wahrnehmungsvermögen waren danach weitgehend wie vorher, aber aus dem früher besonnenen, freundlichen und ausgeglichenen Arbeiter war ein kindischer, impulsiver und unzuverlässiger Mann geworden.
Nicht selten werden auch Tumore im Frontallappen dadurch auffällig, weil ein Mensch sich zunehmend mehr persönlichkeitsfremd verhält, d. h. Verhaltensweisen zeigt, die diametral zum früheren Charakter stehen.

### Psychische Störungen durch Hormone
Das sehr komplexe, im Gehirn von Hypothalamus und Hypophyse gesteuerte Hormonsystem hat etliche Zweigstellen im Körper verteilt, hierzu gehören z. B. Schilddrüse, Nebennieren, Bauchspeicheldrüse, Eierstöcke und Hoden. Hormone sind ebenfalls Botenstoffe, die in die Blutbahn abgegeben werden, sie wirken beträchtlich langsamer als Neurotransmitter, unterliegen meist phasenhaften Schwankungen mit einer Dauer zwischen Stunden und Monaten und modulieren auch im Zentralnervensystem viele Prozesse. Simpelstes Beispiel von Persönlichkeitsveränderungen unter dem Einfluss von Hormonen ist die Pubertät. Die typischen Selbstwertkrisen, Unzufriedenheit mit dem Aussehen, Rebellionen gegen Eltern und Lehrer sowie die Verwirrungen durch das andere Geschlecht in diesem Zeitraum werden u. a. von Hormonveränderungen ausgelöst. Kinder produzieren lediglich minimale Mengen an Sexualhormonen. Bei Beginn der Pubertät werden bei Mädchen in den Eierstöcken und Nebennieren dann deutlich höhere Mengen an Östrogenen produziert und bei Jungen nimmt die Ausschüttung von Testosteron drastisch zu. Jungen produzieren in geringer Menge aber auch Östrogene und Mädchen Testosteron. Bei beiden Geschlechtern kommt es hierdurch nicht nur zu den bekannten körperlichen Veränderungen, sondern auch zu Stimmungsschwankungen, starkem Anstieg der Libido und zu Identitätskrisen bis hin zu Depressionen durch Liebeskummer.
Prämenstruelles Syndrom (PMS) und die Prämenstruelle dysphorische Störung mit schwererer depressiver Symptomatik sind zwei Beispiele für psychische Entgleisungen aufgrund von somatischen Hormonschwankungen. Bei vielen Frauen setzen in den Tagen vor Beginn der Menstruationsblutung nicht nur körperliche Symptome wie Abgeschlagenheit, Schlafstörungen und Berührungsüberempfindlichkeit, sondern auch Stimmungsschwankungen ein, die z. T. im raschen Wechsel zwischen Streitlust, Ängstlichkeit und Weinerlichkeit schwanken können. Ursache ist eine Veränderung des Zusammenspiels von Östrogen und Progesteron. Ebenfalls von Krankheitswert kann die Wochenbettdepression sein, im englischen Sprachgebrauch als „Baby Blues“ bezeichnet (Postpartale Stimmungskrisen). Direkt nach der Entbindung kommt es zu erheblichen Hormonschwankungen, d. h. Progesteron und Östrogen, die in der Schwangerschaft einen hohen Spiegel hatten, sinken plötzlich ab. Hierdurch entsteht bei 50 bis 70 Prozent der Mütter eine erhebliche emotionale Labilität. Sie liegen im Bett und weinen, obwohl es dem Baby phantastisch geht. Ein Teil der Mütter entwickelt sogar eine regelrechte Depression mit Gefühlen von Hoffnungslosigkeit, innerer Leere und Schuldgefühlen, da sie glauben, keine Liebe zum Säugling empfinden zu können.
Die wohl bekannteste hormonell-bedingte Störung aus dem Spektrum der Somatopsychologie ist die Fehlfunktion der Schilddrüse. Die Schilddrüse produziert zwei Hormone, die meist mit T3 (Triiodthyronin) und T4 (Thyroxin) abgekürzt werden. Beim Erwachsenen fallen die Symptome einer beginnenden Unterfunktion (Hypothyreose) kaum auf, es kommt zu unspezifischer Müdigkeit, trockener Haut, rauer Stimme, Pulsverlangsamung bei ohnehin niedrigem Blutdruck, grundloser Gewichtszunahme und sexuellen Störungen. Typisch sind Antriebsmangel und depressive Stimmung. Auffälliger sind die Symptome der Hyperthyreose, das heißt einer Überfunktion der Schilddrüse, die zu große Mengen der Schilddrüsenhormone T3 und T4 produziert. Die Betroffenen leiden unter Anfällen von Herzrasen, mit Schweißausbrüchen und Atemnot. Hinzu kommen Schlafstörungen, Gewichtsverlust trotz Heißhungers, Ruhelosigkeit, Angespanntheit, Unkonzentriertheit und vor allem schnelle Stimmungsschwankungen (Reizbarkeit, Ängstlichkeit, Depression). Eine sonderbare Variante ist die nach einem japanischen Arzt benannte Hashimoto-Thyreoiditis, eine Autoimmunerkrankung mit chronischer Schilddrüsenentzündung (Thyreoiditis). Die Betroffenen leiden zunächst jahrelang unter den Symptomen einer Überfunktion, dann durch Untergang des entzündeten Gewebes dauerhaft aber unter einer Unterfunktion der Schilddrüse.
Eine weitere psychoaktive hormonelle Quelle sind die Nebennieren. Man trennt anatomisch das Nebennierenmark (hier werden Adrenalin und Noradrenalin hergestellt) und die Nebennierenrinde, sie bildet unter anderem das Stresshormon Cortisol und Sexualhormone. In der alternativen Medizin gibt es den Begriff der „Adrenal Fatigue“. Damit wird eine klinisch noch nicht auffällige Schwäche der Nebennieren als Folge von chronischem Stress bezeichnet. Als Anpassung an bedrohliche Situationen produziert die Nebenniere zunächst vermehrt Adrenalin und Cortisol, aber weniger Sexualhormone wie z. B. Testosteron. Nach Jahrzehnten chronischen Stresses bricht das System jedoch in sich zusammen, die Hormonproduktion der Nebennieren vermindert sich rapide. Typische Symptome sind Schlafstörungen, Schwindel, Erschöpfung, Konzentrationsdefizite, Leistungsversagen, Depressionen und Potenzschwierigkeiten mit Libidoverlust. In der Schulmedizin ist dieses Konzept allerdings nicht anerkannt.
Zugehörig zu diesem anatomischen Bereich des menschlichen Körpers gibt es eine Gruppe von Patienten, die so gesund aussehen, als kämen sie gerade aus dem Urlaub zurück. Von einer Addison-Krankheit (Nebennierenrindeninsuffizienz) Betroffene leiden unter einer zunehmenden Zerstörung der Nebennierenrinde. Es entsteht ein Hormon-Mangel vor allem an dem Stresshormon Cortisol und an Aldosteron, das den Wasser- und Elektrolythaushalt und damit den Blutdruck reguliert. Als Versuch einer Kompensation des Mangels stellt das Gehirn mehr ACTH (Adrenocorticotropin) her, ein Hormon, das die Nebenniere anregen soll. Hierdurch wird auch die Ausschüttung von Melanotropin gesteigert, einem Hormon, das dazu führt, dass die Haut braun wird. Die Patienten sehen dadurch aus, als kämen sie gerade aus den Ferien in südlichen Gefilden. Die Betroffenen leiden unter Phasen von plötzlichem Blutdruckabfall, Schwächegefühlen, unklaren Gelenk- und Muskelschmerzen, bei Frauen kommt es meist zum Verlust der Körperbehaarung und Ausbleiben der Regelblutung. Durch Unterzuckerung entstehen Gewichtsverlust, erhöhter Puls und Schwitzen. Außerdem Unterbauchbeschwerden, Übelkeit, Erbrechen, Appetitlosigkeit, Durchfall und Blutzellbildungsstörungen. Im psychischen Bereich, um den es hier ja geht, findet man schnelle Erschöpfbarkeit, Lustlosigkeit, Rückgang der Libido, Reizbarkeit oder Depressionen.
Auch die Bauchspeicheldrüse ist ein Hormonlieferant, dessen Fehlfunktion psychische Entgleisungen verursachen kann. Zucker (Glukose) ist der Haupt-Energielieferant für Zellen, insbesondere aber für das Gehirn, daher ist ein gleichbleibender Blutzuckerspiegel wichtig. Insulin senkt den Blutzuckerspiegel durch Umwandlung von Kohlenhydraten in Körperfett und Glucagon hebt den Blutzuckerspiegel, indem es diesen Prozess umkehrt. Unterzuckerung (Hypoglycämie) entsteht durch zu viel Insulin z. B. infolge eines hormonaktiven Tumors der Bauchspeicheldrüse (Insulinom). Typische körperliche Symptome sind z. B. Hungergefühl, Herzrasen, Schwindel, Kopfschmerzen, später dann Müdigkeit, Sehstörungen und schließlich Bewusstseinsverlust. Psychisch zeigt sich diese Hypoglykämie zunächst über kompensatorische Sympathikus-Aktivierung, die Unruhe und Ängstlichkeit hervorruft. Durch den akuten Energiemangel im Gehirn folgen dann Konzentrationsdefizite, Sprachstörungen, atypisches Verhalten und manchmal auch delirante Zustände mit Verwirrtheit. Dagegen verursacht eine Überzuckerung (Hyperglykämie) anfangs kaum Beschwerden, typisch ist nur ständiger Durst mit häufigem Urinieren und typischer Acetongeruch aus dem Mund. Langfristig schädigt der hohe Blutzuckerspiegel aber die Gefäßwände, wenn er medikamentös nicht richtig eingestellt wurde. Es entstehen dann über die Jahre hinweg diabetische Durchblutungsstörungen in Netzhaut, Nieren, Füßen und ZNS mit der Folge eines allmählichen Abbaus geistiger Funktionen.

### Psychische Störungen infolge von Herz-Kreislauf-Erkrankungen
Die Blutversorgung des Gehirns dient der Versorgung des Gehirns mit Sauerstoff und Glucose sowie dem Abtransport von Stoffwechselprodukten und Kohlenstoffdioxid.
Bei angestrengtem Nachdenken verbraucht unser Gehirn rund 20 Prozent des Sauerstoffs und etwa 25 Prozent der Glukose im Blut. Von daher ist verständlich, dass alle Erkrankungen des Blutkreislaufs sofort massive Auswirkungen auf die Psyche haben. Kreislauf-Dysregulation bedeutet, dass Herzschlag und Blutdruck sich nicht automatisch an die jeweiligen Erfordernisse anpassen. Zu niedrige (Arterielle Hypotonie) wie auch zu hohe Blutdrücke (Arterielle Hypertonie) führen leicht zu unspezifischen Symptomen wie Schwindel, Ohrensausen, Zittern, Schwäche, Gang- und Stand-Unsicherheit bis hin zur Ohnmacht. Psychisch finden sich hier Konzentrations-, Leistungs- und Bewusstseinsstörungen bis hin zu Benommenheit oder Ohnmacht. Abfallender Blutdruck mit eintretendem Schwindel führt kompensatorisch meist rasch zu Herzrasen, da der Körper den Mangel auszugleichen versucht. Nicht selten wird dieses Zusammenspiel von Schwindelgefühlen und nachfolgendem Herzrasen vom Betroffenen als Angst- oder Panikanfall interpretiert und die Patienten werden zum Psychologen geschickt, obwohl sie eigentlich zum Kardiologen gehören.
Es gibt auf der einen Seite eine Vielzahl von kardiovaskulären Erkrankungen mit Herzschwäche (Herzinsuffizienz), die solche Probleme bedingen. Außerdem gibt es hier Störungen durch übermäßig starke Menstruation, Eisenmangel, Krebserkrankungen und Stoffwechselstörungen, die zur Blutarmut führen. Eine solche Anämie ist bedingt durch die Verminderung der Anzahl der roten Blutkörperchen oder der Sauerstoff-Transportkapazität des Blutes. Folge ist eine Minderversorgung des Körpers mit Sauerstoff, die sich zunächst oft nur bei körperlicher oder geistiger Anstrengung bemerkbar macht, bei einigen Erkrankungen dann aber stetig schlimmer werden kann. Typische körperliche Symptome sind Anfälle von beschleunigter Atmung, Herzrasen zur Kompensation des Sauerstoffdefizits, die oft subjektiv als Gefühl innerer Unruhe interpretiert werden. Körperlich kommt es zum Leistungsabfall mit schneller Ermüdbarkeit. Auffällig sind die blasse, trockene Haut, eine Neigung zu häufigen Kopfschmerzen, Ohrgeräusche (Tinnitus), Übelkeit und häufige Schwindelgefühle mit Schwarzwerden vor den Augen. Psychisch werden vor allem massive Konzentrations- und Denkstörungen berichtet. In das Spektrum dieser Erkrankungen gehört z. B. auch die Porphyrie, bei der die Blutbildung gestört ist. Eine weitere seltene Sonderform von psychischen Störungen durch Veränderungen des Blutbildes ist die „Megaloblastic Madness“. Ein Megaloblast ist eine übergroße kernhaltige Vorstufe von roten Blutkörperchen. Sie entstehen insbesondere durch Vitamin-B12-Mangel und führen unter anderem zur Blutarmut mit teils schwerer psychiatrischer Symptomatik.

### Ernährungsbedingte psychische Störungen
Die Körperflüssigkeit Blut besteht zu rund 90 Prozent aus Wasser, das ständig ausgeschieden wird, um Giftstoffe aus dem Körper heraus zu schwemmen. Um jeden Tag wieder korrekt funktionieren zu können, benötigt unser Körper daher Flüssigkeit und Nährstoffe. Mangelzustände an beidem sind nicht nur mit körperlichen Fehlfunktionen verbunden, auch die Psyche macht nicht mehr mit. Ursachen sind zum Beispiel starkes Schwitzen bei Sport oder Fieber, übermäßige Wasserausscheidung z. B. bei starker Aufregung oder bei Magen-Darm-Erkrankungen. Besonders typisch ist das verminderte Durstempfinden im Alter. Den Volumenverlust durch Flüssigkeitsmangel versucht das Herz zunächst durch Puls- und Blutdrucksteigerung auszugleichen, was mitunter auch hier subjektiv als nervöse Unruhe oder sogar Angst eingestuft wird. Später kommt es zu Schwächegefühl, Kopfschmerzen, Schwindel, Muskelkrämpfen und bei zunehmendem Durst sogar zu Kollaps und Tod. Psychisch zeigen sich mit zunehmender Dehydration zunächst Konzentrations- und Merkfähigkeitsstörungen, später dann Bewusstseinstrübung und Verwirrtheit. Insbesondere bei älteren Menschen, die zu wenig trinken, können Phasen von erhöhter Vergesslichkeit bis hin zu Zuständen, die einer Demenz ähneln, einzig und alleine durch Flüssigkeitsmangel verursacht worden sein.
Einige Menschen bekommen durch Alkohol und andere Drogen eine Drogenpsychose mit visuellen oder akustischen Halluzinationen, sie leiden dann meist auch unter Wahnideen. Hinzu kommen abnorme Affekte, z. B. intensive Angstzustände.
Dass gerade Hunger zunächst Euphorie, dann Reizbarkeit und später Apathie verursacht, dürfte jedem klar sein, der schon einmal ernsthaft versucht hat, durch eingeschränkte Nahrungszufuhr abzunehmen (z. B. bei Fasten und Null-Diät). Kohlenhydrate stellen neben Fett und Eiweiß die wichtigste Nahrungsquelle dar. Hierzu gehören Zucker, aber auch Stärke (z. B. aus Kartoffeln). Insbesondere die Energieversorgung des Gehirns ist von Kohlenhydraten in Form von Glukose abhängig, das Gehirn belohnt uns daher für das Essen aller süß schmeckenden Nahrungsmittel. Süßigkeiten erhöhen im Gehirn die Ausschüttung von Serotonin und machen kurzfristig glücklich; Naschen kann daher süchtig machen. Ein Mangel an Kohlenhydraten erzeugt Konzentrationsstörungen, mürrische Stimmung, Reizbarkeit und Depressivität.
Es kommt aber nicht nur auf die Menge an Nahrungsmittel an, die wir zu uns nehmen. Entscheidend ist unter anderem auch, ob Vitamine, Elektrolyte und Spurenelemente darin enthalten sind. Zum Beispiel führen mangelnde Aufnahme von Kalzium oder erhöhter Verbrauch in der Schwangerschaft und bei stillenden Müttern zu einem Kalziummangel (Hypokalzämie). Bei leichtem Mangel findet man nur trockene Haut, Ekzeme, vermehrten Haarausfall und Verdauungsstörungen. Bei erheblichem Mangel treten dann Krämpfe, Kribbel- oder Taubheitsgefühle und verlangsamter Herzschlag auf. Parallel kommt es durch den Mangel an Kalzium zu Depressionen, Angstzuständen und bei langem, schwerem Mangel sogar zu Halluzinationen und psychoseartigen Symptomen.
Hypovitaminosen sind Krankheiten durch Vitamin-Mangel infolge von Mangelernährung (Unter- oder Fehlernährung) oder durch Störungen der Aufnahme und Verarbeitung. Abgesehen von körperlichen Symptomen durch Vitaminmangel wie Sehstörungen, trockener Haut, Blutarmut, Verdauungsbeschwerden, Störungen des Nervensystems oder erhöhter Infektanfälligkeit kann es auch zu psychischen Folgen kommen. Das Fehlen von Vitamin B2, B6, B12 führt z. B. zu Müdigkeit, Abgeschlagenheit, Konzentrationsdefiziten und mangelnder Belastbarkeit. Vitamin-B3-Mangel kann sogar zu Verwirrtheitszuständen führen, ein Vitamin-C-Defizit zu Depressionen und Persönlichkeitsveränderungen. In dem Versuch, nur ja keinen Vitaminmangel zu haben, treiben manche Menschen aber den Teufel mit dem Beelzebub aus, indem sie nun zu viele hochdosierte Vitaminpräparate zu sich nehmen. Hierdurch kann es zur Hypervitaminose kommen. Symptome treten überwiegend bei fettlöslichen Vitaminen auf, insbesondere Vitamin A und D, da diese nicht wie die wasserlöslichen Vitamine kurzfristig wieder über die Niere ausgeschieden werden können. Trotz der scheinbar so gesunden Ernährung leiden die Betroffenen z. B. unter häufigen Kopfschmerzen, Übelkeit, Schwindel, Doppelbildern, Haarausfall, Gelenkschmerzen. Im psychischen Bereich werden oft unklare Druckgefühle im Kopf, Wahrnehmungsstörungen, Konzentrationsdefizite, verminderte Belastbarkeit und Lethargie geschildert.
Manchmal entstehen psychische Störungen aber auch durch Nahrungsmittelunverträglichkeiten und Nahrungsmittelallergien. Bekannt sind diese z. B. gegen die in allen Milchprodukten enthaltene Lactose (Laktoseintoleranz), Kuhmilchallergie oder die Unverträglichkeit von Gluten (Zöliakie), das in Weizen, Roggen und Hafer enthalten ist. Weniger bekannt ist die Histamin-Intoleranz. Histamin ist in vielen bakteriell-fermentierten Nahrungsmitteln enthalten, so in geräuchertem Fleisch und Fisch, gereiftem Käse, Sauerkraut, Hefe, Bier und Rotwein. Die Betroffenen leiden an einem Mangel eines Enzyms (Diaminoxidase), das Histamin abbaut. Die Symptome ähneln der Seekrankheit. Es kommt zu Übelkeit, Erbrechen, Durchfall, Herzrasen, Herzrhythmusstörungen, Hautrötungen, juckenden Haut-Quaddeln, Kopfschmerzen, Schwindel oder asthmatischen Atembeschwerden. Im psychischen Bereich dominieren an den Folgetagen nach Aufnahme entsprechender Nahrungsmittel Konzentrationsstörungen, Erschöpfungsgefühle und Abgeschlagenheit.

### Beispiele für medikamentös verursachte psychische Störungen
- Hustenmedikamente (Antitussivum) wirken über Hemmung des Hustenzentrums im Stammhirn oder Blockade der Rezeptoren im Bronchialsystem. Mögliche psychische Nebenwirkungen können Bewusstseinsstörungen sein und bei codeinhaltigen Medikamenten auch Euphorie, Schläfrigkeit, sowie Suchtentwicklung.
- Manche Intrauterinpessare („Spiralen“) enthalten Hormonpräparate und können dann unter Umständen zu Angst, Unruhe, Schlafstörungen, Panikattacken und Depressionen führen.
- Erregungszustände und sogar Verwirrtheit können durch Medikamente mit dem Inhaltsstoff Acetylsalicylsäure entstehen.
- Denkstörungen, Benommenheit, Depressionen und seltener sogar auch Halluzinationen können verursacht sein durch bestimmte Blutdruck-Medikamente (Alpha-2-Rezeptoragonisten).
- Amantadin, ein zur Grippebekämpfung prophylaktisch eingesetztes Medikament, führt mitunter zu Unruhezuständen, Konzentrationsdefiziten, Schlafstörungen mit Albträumen und manchmal sogar zu Wahnvorstellungen.
- Anabolika sind Medikamente, die muskelaufbauend wirken. Sie verursachen nicht selten Akne, Impotenz, euphorische Selbstüberschätzung und erhöhte Aggressivität.
- Anticholinergika sind Medikamente, die z. B. gegen Asthma und Magenschleimhautentzündung eingesetzt werden. Als Nebenwirkung können sie Nervosität, Schlafprobleme und Gedächtnisstörungen verursachen. Bei einer Überdosierung kommt es meist zur Bewusstseinstrübung, zu psychotischen Symptomen mit Halluzinationen oder zur Verwirrtheit.
- Antidementiva (Nootropika) sind Medikamente, die altersbedingte Hirnleistungsstörungen (Gedächtnis- und Konzentrationsschwierigkeiten) vermindern sollen. Je nach eingesetzter Substanz können hierdurch unerwünschte Folgen wie Angst, Unruhe, Halluzinationen oder Verwirrtheit auftreten.
- Neuroleptika sind Medikamente gegen Psychosen wie z. B. die Schizophrenie. Einige dieser Medikamente verursachen als unerwünschte Nebenwirkung eine depressive Symptomatik.
- Einige oral verabreichte Antimykotika zur Bekämpfung von Pilzen im Körper können Bewusstseinstrübung und Halluzinationen hervorrufen.
- Zur psychischen Beruhigung eingesetzte Benzodiazepine (wie das bekannte Valium®) führen bei langer Einnahme nicht nur zur Abhängigkeit, sondern auch zu Gedächtnisstörungen; bei hoher Dosierung zu Benommenheit und Verwirrtheit. Bei einem Entzug kommt es zu Nervosität, Angst- und Panikanfällen.
- Bronchodilatatoren (Bronchospasmolytikum) sind Medikamente zur verbesserten Sauerstoffaufnahme in der Lunge bei Asthma oder chronischem Husten. Sie können unter Umständen zu Unruhe, Nervosität und Reizbarkeit führen.
- Digitalishaltige Medikamente gegen Herzinsuffizienz können als unerwünschte Nebenwirkung  Verwirrtheit, Halluzinationen und Bewusstseinsstörungen hervorrufen.
- Ketamin ist ein Narkose- und Schmerzmittel. Es verursacht häufig Albträume, visuelle Halluzinationen, Depersonalisation und das Gefühl sich, aus dem eigenen Körper zu lösen.
- Bestimmte Magen-Darm-Medikamente gegen Verstopfung und unklare Oberbauchbeschwerden führen manchmal zu Nervosität, Angst und Verwirrtheit.